# SimCity 4
SimCity 4 è un videogioco gestionale sviluppato e pubblicato da Maxis nel 2003 per PC.
Il gioco, quarto episodio della serie SimCity, insieme a SimCity Societies è l'unico videogioco non prodotto da Will Wright.

## Modalità di gioco
Il giocatore dovrà vestire i panni di sindaco di una città, per guidarla passo dopo passo lungo il suo sviluppo, godendo di libertà notevoli e di una gamma di edifici ampliata rispetto ai capitoli precedenti, sebbene mantenga la visuale isometrica, mentre gli edifici sono realizzati in 3 dimensioni.
Si potrà poi progettare la propria metropoli in ogni dettaglio, destinando, ad esempio, parti del suo territorio ad una specifica funzione: costruzione di case, industrie, attività commerciali, proprio come nei predecessori. 
Quasi tutti gli edifici ora hanno un raggio di azione limitato che dipende dai fondi che gli destiniamo.
Inoltre ogni edificio possiede un proprio budget che ne aumenta le capacità. Ad esempio un ospedale possiede il budget per le ambulanze e per la capacità di pazienti.
Rispetto ai precedenti capitoli, Sim City 4 introduce anche molte interessanti novità nel gameplay di gioco, pur mantenendo inalterato il succo di quella formula che è da sempre alla base di questo gestionale.

## Novità
- Il motore grafico è stato inventato garantendo un maggior numero di dettagli e una migliore resa visiva, la quale è garantita da un'interfaccia utente rinnovata.
- È stata inserita la modalità regione, cioè tutte le città vicine sono controllate dal giocatore e non dalla CPU. Tra le varie città della regione si possono stringere accordi di elettricità acqua e rifiuti. All'inizio si può scegliere tra iniziare la regione da zero o prendere una delle regioni proposte dalla Maxis come Londra, Berlino, New York, San Francisco (che saranno però inizialmente deserte).
- Appena si sceglie lo spazio della regione nel quale si vuole costruire una città ci troviamo nella modalità Dio che ci consente di modificare la regione nelle fattezze morfologiche e di creare laghi.
- Con la modalità Interroga si può sapere anche quanti posti di lavoro offre l'edificio o da quante persone è abitato.
- La modalità dati è stata rinnovata al massimo con nuovi dati e con la modalità grafico che è stata già accennata nei precedenti capitoli

Con editor di livelli è possibile progettare nuovi oggetti ed edifici che verranno poi inseriti nel gioco.

## Espansioni

### SimCity 4 Rush Hour
Questa espansione dà la possibilità di avere una sezione di trasporti completa, si può anche guidare nelle strade della propria città e vincere premi. (SimCity 4 Deluxe Edition comprende SimCity 4 normale più l'espansione Rush Hour).

### SimCity 4 Online
Creata da alcuni fan del gioco, questa espansione permette di giocare in multiplayer. Ciò consiste nel crearsi una città in una regione dove ci sono più giocatori. Quindi le città create confineranno con città di altri giocatori reali. Altre specifiche possono essere trovate sul sito dell'espansione.

## Curiosità
Il gioco presenta alcune easter eggs:
- Cliccando con il punto di domanda su una struttura ben specifica dell'industria ad alta tecnologia, si può notare che il nome è Kane Tiberium: Kane è il nome dell'antagonista della saga "Command and Conquer", mentre il Tiberium è la risorsa principale della serie.